# Angelino Zeller
Angelino Zeller (* 27. Juli 1996 in Graz, Österreich) ist ein österreichischer Parakletterer und dreifacher Weltmeister.

## Karriere
Zeller ist seit 2017 wegen eines Gleitschirm-Unfalls querschnittgelähmt. Er kletterte bereits vor dem Unfall in seiner Freizeit und als Industriekletterer und machte damit nach dem Unfall weiter. Kurze Zeit später wurde er Teil der österreichischen Paraclimbing-Nationalmannschaft. Er nimmt an Wettkämpfen in der Kategorie AL1 teil, die Kategorie, bei der beide Beine nicht oder kaum verwendet werden können. Zeller kann manche Muskeln in Hüfte und Oberschenkel ansteuern, um Schwung zu generieren.

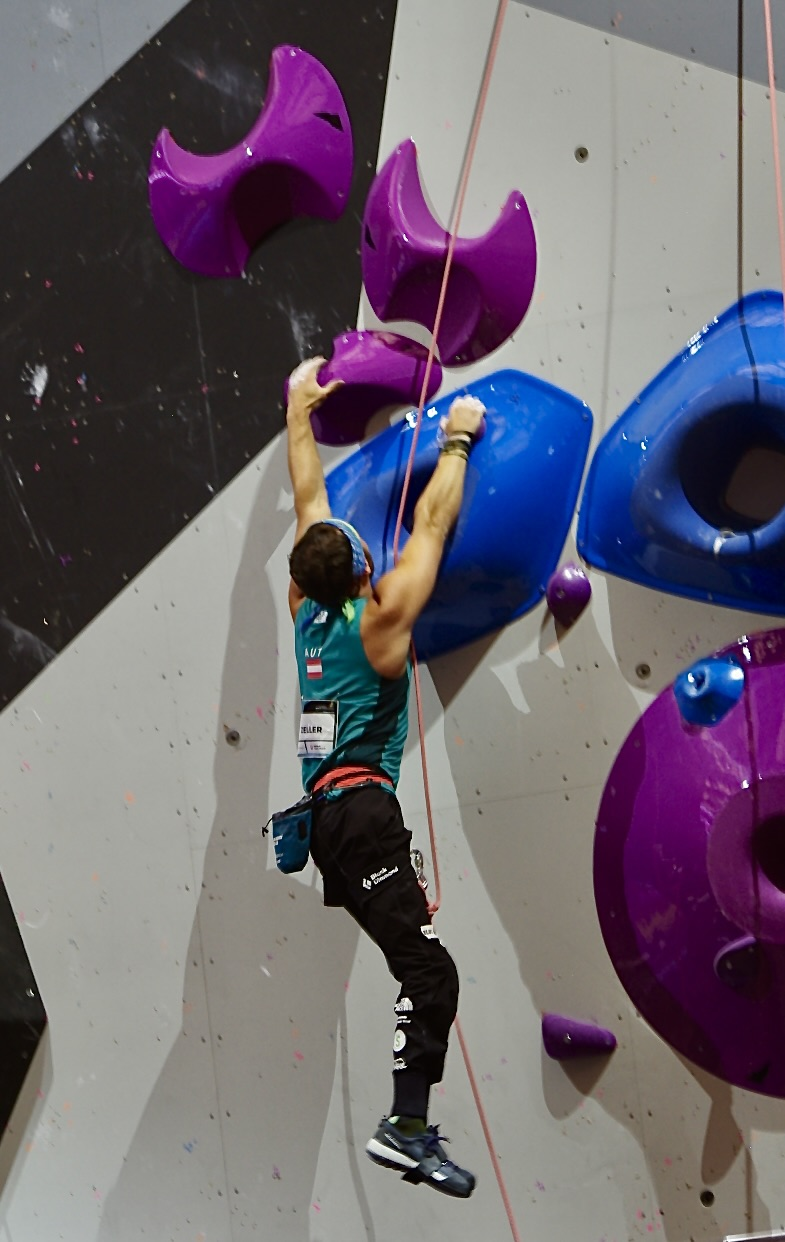
Angelino Zeller bei den Kletterweltmeisterschaften 2023 in Bern.

2018 gab Zeller sein Debüt bei der Paraclimbing-Weltmeisterschaft in Innsbruck und wurde Neunter. 2019, zwei Jahre nach seinem Unfall, konnte Zeller sich den Weltmeistertitel in Briançon sichern. 2021 wurde er in Moskau erneut Weltmeister, nachdem er wegen Mergings in der Kategorie RP1 antreten musste. Am 10. August 2023 gewann Zeller in Bern seine dritte Weltmeisterschaft in Folge.
Seinen ersten Weltcup gewann er 2021 in Briançon. Besonders auf sich aufmerksam machte er am 24. Juni 2023 beim Weltcup-Sieg in Villars. Da zu wenig Athleten in der Kategorie AL1 antraten, musste er in der schwierigeren Kategorie RP1 (für Kletterer mit Muskelhypertonie, Ataxie oder begrenzter Muskelkraft) gegen Athleten mit mehr Beinfunktion antreten. Dennoch erreichte er als einziger Kletterer das Top und konnte den Weltcup für sich entscheiden. 2024 gewann er zwei der drei Kletterweltcups (AL1). Beim dritten Wettbewerb in Arco erreichte er im Finale den höchsten Griff, wurde jedoch wegen Verletzung der Isolationsregeln disqualifiziert.